# Lough

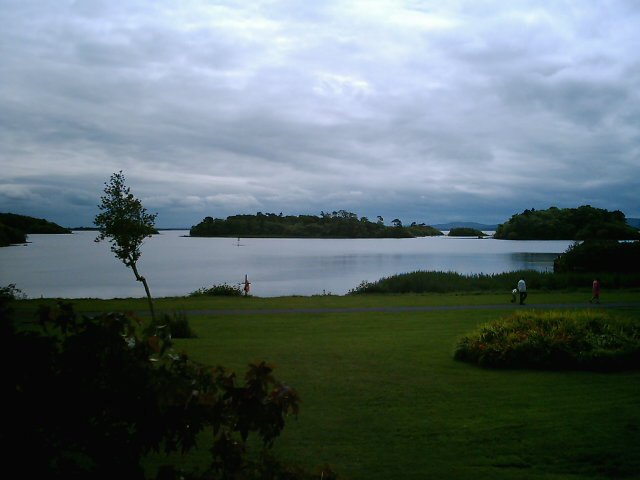
Panoramica del Lough Corrib in Irlanda

Il termine irlandese lough altro non è che l'anglicizzazione del corrispettivo gaelico loch, rimasto in uso in Scozia, che significa "lago" ma che in realtà identifica uno specchio d'acqua chiusa o con uno sbocco relativamente stretto al mare.
Non coincide perfettamente col concetto italiano di lago, pertanto, in quanto i lough possono essere anche salati e minimamente aperti.